# 이대로 (1947년)
이대로(1947년 3월 15일 ~ )는 대한민국의 한글 관련 기관인이다. 충청남도 서산시에서 태어났다.
대학생때부터 농촌운동과 국어운동에 앞장서 왔으며 지금은 우리말글 살리기 운동에 힘쓰고 있다.

## 활동
- 2011년 1월 14일 한국어정보학회에서 세벌식 관련 이야기 http://www.newsway.kr/news/articleView.html?idxno=149230%5B깨진+링크(과거+내용+찾기)%5D

## 경력
- 1965년 예산농고 졸업
- 1967년 동국대학교 국어운동학생회 창립 초대 회장
- 1968년 전국국어운동대학생회 창립 초대 감사 1973년 전국국어운동대학생동문회 초대 회장
- 1989년 한글학회 특별회원(현)
- 1989년 한글문화원 고문
- 1990년 한말글사랑겨레모임 공동대표 1992년 (사)국민문화연구소 이사
- 1993년 외솔회 감사
- 1994년 한글문화단체모두모임 이사
- 1994년 한글지킴이 바로모임 총무
- 1994년 민족문제연구소 후원회 조직위윈장
- 1995년 한국바른말연구원 사무총장
- 1996년 국어정보학회 감사(현)
- 1997년 우리말살리는겨레모임 공동대표(현)
- 1997년 외솔회 이사
- 1999년 인터넷신문 대자보 고문(현)
- 2000년 한글세계화추진본부 상임이사
- 2001년 한글날국경일제정범국민추진위원회 부위원장
- 2002년 한글인터넷주소추진총연합회 본부장
- 2004년 한글날 국경일 제정 범국민추진위원회 사무총장
- 2004년 한글인터넷주소추진총연합회 상임이사
- 2004년 한글문화단체모두모임 사무총장(현)
- 2005년 국어단체연합 사무총장
- 2006년 문광부 국어심의회 순화분과위원
- 2006년 한글날 국경일 큰잔치 조직위원회 사무총장
- 2007년 세종대왕생가터복원준비위원회 위원장(현)
- 2007년 중국 월수외대 태권도관 관장
- 2007년 중국 절강월수외대 한국어과 교수
- 2008연 외솔회 부회장(현)
- 2009년 한국어정보학회 부회장(현)
- 2009년 한말글문화협회 대표(현)
- 2009년 한글문화관건립추진위원회 운영위원장
- 2010년 한글박물관자문위원회 홍보협력분과위원장
- 2010년 얼숲 광화문 한글 현판을 바라는 사람들의 모임 운영자
- 2011년 서울시 한글마루지사업 자문위원
- 2011년 얼숲 한글빛내기모임 관리자
- 2012년 한글날공휴일추진범국민연합 상임대표
- 2012년 이극로박사기념사업회 이사
- 2013년 한글박물관개관자문위원
- 2013년 언어문화개선범국민연합 공동대표
- 2014년 국어문화운동실천협의회 회장
- 2014년 경기도 국어바르게쓰기자문위원회 위원장
- 2014년 한글사용성평가위원회 위원장
- 2014년 세종대왕나신곳성역화국민위원회 운영위원장
- 2015년 초등교과서한자병기반대국민운동본부 상임대표

## 수상
- 2004년 문화부장관 표창, 작가상
- 2006년 국무총리 표창.
- 2009년 외솔상 받음

## 저서
- 〈우리말글 독립운동의 발자취〉 (지식산업사)